# Rosa Lie Johansson
Rosa Lie Johansson (Gotemburgo ? -  Ciudad de México, 2004) fue una pintora sueca establecida en México, y miembro del Salón de la Plástica Mexicana.  

## Vida
Rosa Lie Johansson nació en Gotemburgo, Suecia. Estudió pintura en su ciudad natal en los años 40 con apoyo del gobierno sueco. En 1952, continuó sus estudios artísticos en la Academia Bellas Artes de Roma, bajo las directrices del pintor y escultor italiano Ferruccio Ferrazzi.
Johansson realizó numerosos viajes a lo largo de su vida. En 1951 viajó a Italia donde permaneció hasta finales de 1952. Cuando se trasladó a Nueva York,  se unió entonces al Art Student League, colaborando con Will Barnet, conocido por su trabajo gráfico y participación en murales con José Clemente Orozco.
Permaneció en Nueva York hasta 1951, cuando se trasladó a México, primero vivió en San Miguel de Allende y viajó por los estados de Guanajuato y Michoacán para estudiar la arquitectura y la cultura de México Central. Durante este tiempo, la política económica en México permitió a la gente de negocios de Suecia invertir en México formándose una pequeña comunidad sueca en la Colonia Anzures en la Ciudad de México. Johansson se mudó a Ciudad de México y continuó viajando por México en compañía de su amiga Alma Reed. También, Rosa recorrió Indonesia en 1969, atraída por su color y misticismo.
Johansson se identificó como mexicana, vistiendo de manera tradicional y mantuvo una afinidad especial por la cultura Maya del pasado y presente.

## Carrera
Su primera gran exhibición colectiva fue también patrocinada por el gobierno de Suecia en 1949 en el Konsthalen. Durante su carrera, Johansson realizó alrededor de 200 exposiciones en museos y galerías de México, Suecia, Italia, India, Indonesia y Colombia, en ciudades com Delhi, Washington, Nueva York y Bogotá. Las más relevantes fueron la del Museo de Arte Moderno, el Palacio de Bellas Artes de Ciudad de México (1958) y el Museo Nacional de Bogotá (1968). En México expuso en el Museo de Arte de Juárez en 1976 y representó a Suecia en la Selected Works of World Art en el Museo de Arte Moderno en el marco de los Juegos Olímpicos de 1968. Su última exposición en vida fue la que denominó "Acuario", realizada en el Salón de la Plástica Mexicana en 2001.
En 1962 fue incluida en el Salón de la Plástica Mexicana con la exposición individual Vista de Estudio.

## Obra
Rosa Lie destacó por su cuidadoso trabajo preparatorio, planeando la composición de sus obras, tanto los elementos como los espacios, con dibujo y otras técnicas. Sus trabajos están principalmente realizados con aceites en lona, algunos otros en gouache y tinta sobre papel amate, papel comercial en formatos medios y grandes aunque también realizó trabajos en pequeña escala en papel amate como regalos.
Sus imágenes son figurativas con influencia del expresionismo y movimientos del cubismo, aunque también utilizó elementos de arte abstracto. El New York Times describe su trabajo como "... sutilmente primitiva con reminiscencias de Gauguin y el sabor de temas nórdicos". Sus imágenes son con frecuencia dibujos de alegorías mitológicas y metafísicas junto con paisajes urbanos. Aparecen también detalles del México prehispánico y el pasado colonial en algunas ocasiones con rastros de diseños nórdicos. Tras su viaje a Indonesia también pueden encontrarse elementos de esta cultura en su trabajo . Sus trabajos posteriores incorporan colores cálidos como el amarillo y rojo.